# Двутактов двигател
Двутактовият двигател е бутален двигател с вътрешно горене. Наименованието двутактов (на немски Zweitaktmotor) е дадено въз основа работния цикъл на двигателя. При него отделните работни фази се извършват за два хода на буталото, т.е. за един оборот на коляновия вал – запълване с въздух или горивна смес, компресиране, възпламеняване и работен ход на буталото, и изхвърляне на отработените газове. Този двигател е изобретен, следвайки аналогични принципи на тези при четиритактовия двигател с вътрешно горене – цикъла на Ото на името на създателя си Николаус Ото (Nikolaus August Otto).

## Конструкция
Двутактовият двигател е със значително по-опростена конструкция от четиритактовия, което го прави по-евтин за производство, по-лек, с по-малки габарити и по-малко движещи се части и с по-ниски експлоатационни разходи. Основната разликата в конструкцията между четиритактовия и двутактовия двигател с картерно продухване е, че вторият няма газоразпределителен механизъм и мазителна система.
- При двигателите с картерно продухване функциите на газоразпределителен механизъм се изпълнява от буталото и подходящо направени всмукателен и изпускателен отвор в двигателния цилиндър. Има и канал(и) (наричан преливен), осъществяващ връзка между картера на двигателя и надбуталното пространство. За по-добро газоразпределение в буталата на автомобилния двигател Вартбург на „полата“ на буталото, под гнездото на буталния болт има отвори, с които конструктивно се подобрява пълненето на картерното пространство и продухването на изгорелите газове с прясна горивна смес. Този начин за пълнене на двигателя с прясна горивна смес чрез преливни канали се нарича още реверсивно продухване. Съществува и конструкция с т. нар. въртящ се шибър, при който пластина (шибър), монтиран на коляновия вал отваря достъпа до картерното пространство за пълнене на картера с горивна смес.

При бензиновите двигатели се използва конструктивна схема с картерно продухване, където горивната смес постъпва в картера и при движението на буталото преминава над него по направлението на цилиндъра, т.е. по контура на цилиндъра. Това решение е просто и движението на газовата смес – засмукване и изпомпване от картера посредством коляно-мотовилковия механизъм се осъществява при не особено висока степен на сгъстяване.
При двутактовите дизелови двигатели има аналогични конструкции, с тази разлика, че се засмуква и компресира въздух. Възпламеняването при тях става, когато буталото е близо до горна мъртва точка (ГМТ), въздухът е компресиран и съответно – с високо налягане и температура, като впръскването на дизеловото гориво води до експлозивно самозапалване.
По-често при дизеловите двигатели за нагнетяване на въздуха и за изпускане на изгорелите газове се използва т. нар. клапанно-компресорна система.
В главата на двигателя са поставени клапани, а продухването се осъществява през отвори, намиращи се в долната част на цилиндъра и съответно – над челото на буталото, когато то е близо до ДМТ. Компресираният въздух принудително изтласква изгорелите газове през отворите на клапаните и същевременно запълва обема на цилиндъра с атмосферен въздух, който се компресира от движението на буталото след като то затвори компресорните отвори.
Принудителното нагнетяване на въздух в цилиндрите на дизеловия двигател ускорява продухването на отработените газове и подобрява очистването на цилиндъра, а същевременно повишавайки налягането на пълнене увеличава мощността на двигателя по отношение на неговия работен обем, при това с намален разход на гориво. Принудителното пълнене се осъществява от помпа, наричана нагнетател на Рут, или от центробежен нагнетател. Последният се задвижва от турбина, която използва кинетичната енергия на изгорелите газове и с това не се отнема от създаваната от двигателя мощност.
За тежкотоварни камиони, кораби, самолети, танкове и други, са конструирани двутактови двигатели, при които две бутала, поставени насрещно едно срещу друго в общ цилиндър (т.нар. опозитни двигатели), движейки се управляват съответно по една група всмукателни или изпускателни отвори. Продухването на изгорелите газове се осъществява с нагнетатели или турбокомпресор. Това позволява в картерното пространство да има масло, а коляновият вал да е цяла конструкция, значително по-здрава от разглобяемите колянови валове използвани в двигателите с картерно продухване на цилиндъра.
- Мазителната система е заменена със специален дозатор, впръскващ масло в двигателя или с поставяне на масло в горивото. Липсата на масло в картера налага лагеруването на коляновия вал и на биелите да е от сачмени лагери и мазането се осъществява от маслото в горивната смес, което обикновено е в съотношение от 1:16 до 1:50. При опозитните дизелови двигатели с принудително продухване на цилиндрите, се използва стандартно мазане с масло в картерното пространство.
- Принципът на работа на двутактовия двигател позволява да се разработят екзотични конструкции, като дизеловия двигател Napier deltic. Цилиндрите разположени под формата на гръцката буква делта са вариант на редови опозитен двигател.

## Работен цикъл на двутактови бензинови двигатели

### Първи такт
Ходът на буталото между долна мъртва точка (ДМТ) и горна мъртва точка (ГМТ) се нарича такт. Ако буталото е в ГМТ, то картерното пространство се запълва с прясна горивна смес, поради отвореният всмукателен отвор. Сместа се образува в карбуратора и се всмуква благодарение на получения в картера вакуум при движението на буталото от ДМТ към ГМТ. При това състояние на буталото, изпускателния и преливния отвор за продухване на цилиндъра са затворени от буталото, горивната смес е компресирана и на свещта се подава високо напрежение за възпламеняване на сместа. В резултат на изгарянето на газовата смес, температурата рязко се увеличава, газовете се разширяват и тласкат буталото към ДМТ като резултат от създаденото от тях налягане. Движейки се надолу, буталото отваря изпускателния отвор, закрива всмукателния отвор и компресира газовата смес в картера (налягането там достига стойност от 10 до 25% по-висока от атмосферното). При по-нататъшното си движение към ДМТ буталото отваря и преливния канал, при което компресираната в картера смес запълва надбуталното пространство и продухва изгорелите газове. Последното е съществен недостатък на този вид двигатели, защото малка част от прясната горивна смес излиза през изпускателния отвор без да бъде използвана.
Процесите протекли през първия такт при движение на буталото надолу обобщено са: изгаряне и разширение, напълване на картера с прясна горивна смес, почти завършено изпускане на изгорелите газове и запълване на двигателния цилиндър с прясна горивна смес.

### Втори такт
Може да се приеме, че вторият такт започва след преминаването на буталото през ДМТ. В тази позиция всмукателния отвор е затворен. При движението на буталото към ГМТ първо се затваря преливния канал, с което завършва процеса на пълнене на цилиндъра. Буталото затваря и изпускателния отвор, отваря всмукателния отвор като създаденото по-ниско налягане в картера е предпоставка атмосферният въздухът да премине с достатъчно висока скорост през дифузьора на карбуратора, така че с изтеклото от разпръсквача гориво да образува горивна емулсия. Същевременно движението на буталото към ГМТ компресира горивната смес между челото на буталото и главата. Няколко градуса преди достигане на ГМТ се подава запалителна искра. Този параметър, наричан изпреварване (разг. – аванс) на запалването, ъгъл на изпреварване или още предварение на запалването е различен за различните двигатели и е пряко свързан с октановото число на използвания бензин. Измерено линейно в цилиндъра, предварението обикновено е от 2,5 до 4,5 mm (измерени между челото на буталото и ГМТ), а отчетено като градуси на завъртане на коляновия вал – минимум пет градуса. Това изпреварване е необходимо, поради това, че изгарянето на горивото не е моментално – процесът на горене продължава около 0,002 – 0,003 s, така че с предварителното запалване се цели той да е приключил точно когато буталото достига ГМТ. С това се постига по-пълно изгаряне и по ефективно използване на горивото.

## Особености и предимства на двутактния двигател
- За единица време при еднакъв обем на цилиндрите и честота на въртене на коляновия вал, двутактовият двигател има два пъти повече работни цикли от четиритактовия двигател, поради което има и по-висока литрова мощност. Тя обаче не е два пъти по-голяма, а се движи в границите 60 – 75% от тази на четиритактовия двигател. Причината за това е, че част от хода на буталото и цилиндровия обем се използва за процесите на изпускане и продухване на газовите смеси.
- Поради по-малкото движещи се части и съответно – по-малката си инертност двутактовият двигател се форсира до достигане на необходимата мощност по-бързо.
- Опростена конструкция, което определя ниска производствена цена, лесно техническо обслужване и ремонт.
- По-равномерна работа на двигателя, поради двойно повече работни ходове за единица време.
- По-благоприятна работа на коляно-мотовилковия механизъм, поради еднопосочност на натоварването му.

## Недостатъци на двутактовия двигател
- Двигателите с картерно продухване имат по-висок разход на гориво и двутактово масло за еднаква мощност в сравнение с четиритактовия двигател, поради особеностите на пълнене с прясна горивна смес.
- При едноцилиндровите мотоциклетни двигатели трябва да се постави резонансен ауспух с обем подобряващ работата на двигателя при определени обороти. Посредством подбраните си размери и форма в определена степен се дроселира потока от изгорелите газове.
- Необходимо е добро херметизиране на картера, в противен случай двигателят работи с обеднена горивна смес.
- Когато коляно-мотовилковия механизъм работи като сгъстителна помпа, в картера не се налива масло. Мазането се осъществява от наличното в горивото масло и затова за лагеруването на коляновия вал и биелите се използват сачмени лагери. Недоброто мазане и по-лошото му охлаждане намаляват срока на експлоатация на двигателя.
- Част от двутактовото масло попада в цилиндъра при пълненето и изгаря по време на работния такт. При това атмосферата се изхвърлят отработени газове с по-високо съдържание на отровни вещества.
- Поради два пъти повече работни ходове, отделянето на топлина е по-голямо, поради което цилиндърът, буталото и целият двигателен механизъм трябва да издържат значителни температурни натоварвания. Това намалява работния ресурс на двигателя до основен ремонт.
- Поради необходимостта от добавяне на смазочно масло в горивото при използването на АГУ на автомобили с двутактови двигатели е необходимо да се добави механизъм за впръскване на масло разделно от горивото.

## Приложение
По-високия специфичен разход на гориво на двигателите с картерно продухване е наложил те да намерят приложение в превозни средства с нисък абслолютен разход на гориво – мотопеди, мотоциклети, а от 1928 година и в малолитражни автомобили.
Леките и лесно обслужвани двутактови двигатели се използват за вграждане в преносими уреди и машини като верижни триони, ръчни и колесни косачки, къртачи, електрогенератори за малки мощности, двигатели за лодки и др.
Като пример могат да се посочат известните мотоциклети DKW произвеждан в Германия, JAWA, произвеждана в Чехословакия, MZ произвеждан в ГДР, Husqvarna произвеждан в Швеция, Suzuki, Yamaguchi и Yamaha произвеждани в Япония и Иж произвеждан в Русия. В завод Балкан – Ловеч са произвеждани мотопеди Балкан 50 и мотоциклети Балкан 250 с двутактови двигатели. В България са популярни малолитражните автомобили с двутактови двигатели Вартбург и Трабант, произвеждани в ГДР. В Полша е популярен произвеждания там автомобил Сирена с трицилиндров двутактов двигател.
Двутактови дизелови двигатели се използват най-вече като бавноходни корабни двигатели (200 – 300 об/мин) – без необходимост от редуктор между тях и корабния винт, поради възможността им при необходимост бързо да се форсират, заради възможността да се реверсират и ниският им относителен разход на гориво. Тези качества са ги наложили и като двигатели за железопътни мотриси. Използвани са и в тежкотоварни камиони – ЯАЗ съветско производство и Титан на фирмата Круп-Германия и като самолетни двигатели – Юнкерс. Поради тяхната непретенциозност по отношение на използваното гориво са използвани като танкови двигатели. Двигателят 5ТДФ се влага в танк Т-64, а 6ТД с мощност 1000 hp се монтира в Т-64, Т-80УД и Т-84.